# Estadio Roberto Natalio Carminatti
El Estadio Roberto Natalio Carminatti es el actual estadio de fútbol del Club Olimpo de Bahía Blanca. Fue construido en el año 1942, bajo el mandato del histórico presidente, cuyo estadio lleva su nombre, e inaugurado el día 22 de enero del mencionado año. Actualmente, cuenta con capacidad para 18.000 personas.

## Inauguración
El estadio fue inaugurado el 22 de enero de 1942 ante Banfield, "uno de los clubes del momento", que gentilmente presentó un equipo para la fiesta de estreno, en la cual un combinado de la Liga del Sur (compuesto por mayoría de jugadores de Olimpo) perdió por 6-4. El equipo bahiense estuvo conformado por: Luayza (Avidano); Sánchez (Pilotti), Madera, Acuña (Pan), Cavallero (León), Pérez; Palacios, Libone (Gallucci), Etchepare, Barria y Severini.
El primer gol de la historia del estadio ocurrió a los 6 minutos de juego y el honor le correspondió al delantero bahiense Tomás Etchepare, con un justo cabezazo.

## Historia y modificaciones
El 16 de octubre de 1975, en un sencillo acto al que concurrieron autoridades de la ciudad, socios, dirigentes de clubes locales y familiares del homenajeado, Olimpo impuso el nombre de Roberto Carminatti a la cancha de fútbol que fuera inaugurada bajo su mandato. Fueron descubiertas letras de molde y una placa recordatoria en un momento muy emotivo.
Durante los '70 la fisonomía del estadio no se modificó, pero tras la buenas campañas de Olimpo, este comenzaba a quedar chico para la gran cantidad de espectadores que comenzaba a tener el club.
En 1977, el estadio se renovó totalmente quitándose el viejo alambrado y los postes de madera, que fueron reemplazados por placas y pilares de cemento. Además se resguardó el césped.
Sin embargo, en 1995, con el retorno al Nacional B (había participado del 1989-90) bajo la presidencia de Jorge Ledo, se instaló la primera tribuna de cemento en la cabecera de la calle Ángel Brunel.
Ya con el histórico ascenso a Primera División a fines del 2001, hubo que reemplazar la totalidad de los tablones por cemento, armar una nueva y pintoresca platea y dejar finalmente concluido un estadio acorde, con una capacidad mayor a 12 mil personas. Se reformaron e inauguraron nuevas cabinas de transmisión, boleterías, sanitarios.Todo ello, supervisado por el ingeniero Ashras Rahman y con un costo de $680.000 incluyendo la iluminación. Las tribunas se apoyan en vigas inclinadas de 40×70, de 8,50 metros de largo y de 7 toneladas de peso, con bordes laterales en forma de canaleta para permitir un perfecto apoyo. Las cabeceras de Ángel Brunel y Chile poseen 21 escalones cada una, más uno de arranque, de 25 centímetros de altura por 40 de ancho; mientras que la tribuna oficial de O’Higgins cuenta con un medio de salida de 5 metros de ancho en el centro de la misma. Las luces en columnas de 28 metros de alto, cuentan con una escalera marinera y una puerta de acceso con 15 proyectores fundidos en aluminio mercurio alogenado de 2000 watts cada una. Semejante obra fue inaugurada el martes 6 de agosto de 2002 en empate 0 a 0 frente a Talleres de Córdoba por la segunda fecha del Torneo Apertura 2002.

En el año 2005 y para el Torneo Clausura 2005, un grupo de hinchas decidió ayudar al club y pintó todo el estadio con los colores negro y amarillo, y así el estadio adquirió una nueva imagen e identidad. En 2011 se inauguraron los palcos ubicados encima de las plateas de calle Colón, cada uno con una capacidad para 12 personas. Además, se construyó una nueva tanda de cabinas de transmisión, y se remodeló la zona de vestuarios. Nuevamente en el 2013 las tribunas fueron repintadas, en el lugar donde se ubica la Hinchada se escribió "Noroeste 74", en la tribuna del lado de O'Higgins se escribió "La banda más grande del sur" y en el medio un retrato de los ojos de Zeus, Dios del Olimpo. Además, ese mismo año, se colocó en la tribuna de Ángel Brunel una pantalla LED, que fue inaugurada en el partido contra Boca Juniors. 

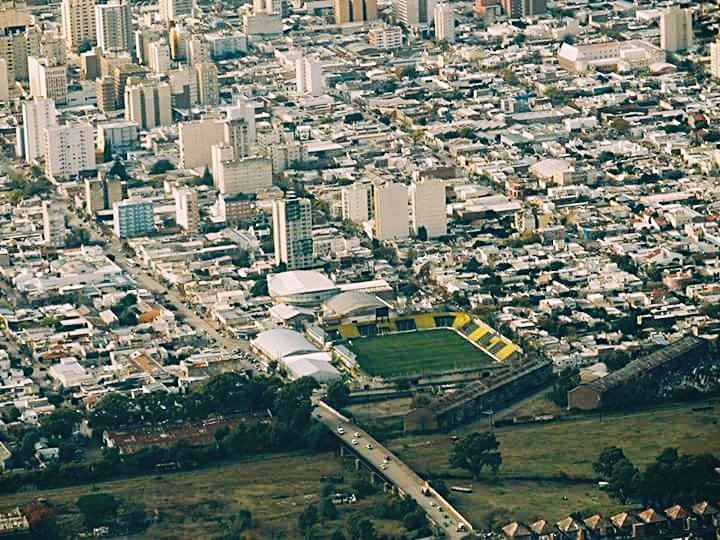
Estadio Carminatti desde el aire.

En 2016, la dirigencia de Olimpo hizo una fuerte inversión en el estadio, donde colocó un sistema de riego por aspersión de alto nivel para facilitar el mantenimiento y mejorar las condiciones del campo de juego, como tienen las principales instituciones de Argentina. También incluyó la incorporación de una bomba centrífuga, un sistema de monitoreo computarizado y sensores de lluvia, viento y humedad. Los caños fueron instalados medio metro bajo tierra, y a través de 35 aspersores permiten regar el 90% de la superficie en cuatro minutos. De esta manera, la cancha respeta las especificaciones de la FIFA, que sugiere reducir la dureza de la superficie y modificar la velocidad de recorrido de la pelota sobre el césped. La obra fue realizada por una empresa de Buenos Aires que hizo el mismo trabajo en los estadios de River Plate y San Lorenzo. Además, ese mismo año, se colocó césped sintético en el sector de los bancos de suplentes, con el objetivo de emprolijar un área donde transitan jugadores, cuerpo técnico, dirigentes y periodistas. Para finalizar las obras de ese año, se colocaron dos pantallas LED para publicidades a las afueras del estadio, en las dos esquinas de Avenida Colón. Ya en 2017, se renuevan los bancos de suplentes con el sponsoreo de Powerade, tras los antiguos bancos de Gatorade. Nuevamente un grupo de hinchas junto al club, en el año 2019 y para el Torneo Federal A, se renovaron los colores del estadio con una nueva pintura y un nuevo diseño en las tribunas, dejando escrito Olimpo en una de las tribunas con la pintura.

## Acontecimientos

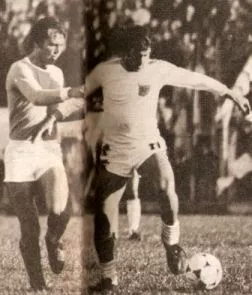
Imagen del histórico partido entre Argentina y la Liga del Sur, en el Estadio Carminatti.

Además de haber sido parte de los momentos más gloriosos de la historia de Olimpo, también fue sede de encuentros muy importantes para el fútbol bahiense: albergó finales de la Liga del Sur, participaciones de Huracán y Comercial en los Torneos Nacionales y Villa Mitre en la B Nacional y hasta ha recibido la visita de la Selección Argentina en 1978, que posteriormente se consagraría campeona del mundo.

### Amistoso de la Selección Argentina
Como parte de la preparación para el Mundial 1978, el 13 de mayo de 1978, el equipo dirigido por César Luis Menotti llegó a Bahía Blanca para jugar un amistoso en el estadio contra la Selección de la Liga del Sur. 
El conjunto nacional alistó a Ubaldo Fillol; Rubén Pagnanini (Jorge Olguín), Luis Galván (Daniel Killer), Miguel Oviedo, Víctor Bottaniz; Omar Larrosa, Rubén Galván, Norberto Alonso (Oscar Ortiz); Daniel Bertoni, Humberto Bravo y Mario Kempes (Diego Maradona). 
La Selección de Liga del Sur formó con: Esteban Fernández (Maidana); Basualdo (Maldonado), Bonjour, Bazerque, Núñez; De la Canal (Horacio González), Orpianessi (Fleitas), Cheiles (Rachi); Aletto (Alberto González), Luis Díaz y Britez. Director técnico: Juan Carlos Zapata.
El árbitro fue Angel Norberto Coerezza.
El partido finalizó con una contundente victoria de Argentina por 7 a 0, los goles fueron convertidos por Bravo (x2), Kempes (x2), Larrosa (x2) y Oviedo.

## Datos
- Inauguración: 22 de enero de 1942.
- Ubicación: el estadio se encuentra situado en la manzana compuesta por las calles Ángel Brunel, O´Higgins, Chile y Avenida Colón.
- Capacidad: 18.000 espectadores.
- Dimensiones: 94,5 m x 69 m.
- Iluminación: 6 torres de 28 metros de altura, con 15 proyectores fundidos en aluminio mercurio alogenado de 2000 watts cada una.
- Marcador: Pantalla LED.
- Riego: por aspersión de alto nivel, con un sistema de monitoreo computarizado y sensores de lluvia, viento y humedad.
- Cómo llegar: Desde la Plaza Rivadavia, a ocho cuadras por Avenida Colón. En colectivo, las líneas 500, 503, 504, 505, 506, 514 y 518 (máximo a cuatro cuadras).
- Teléfono: 0291 – 4529774

## Galería de imágenes

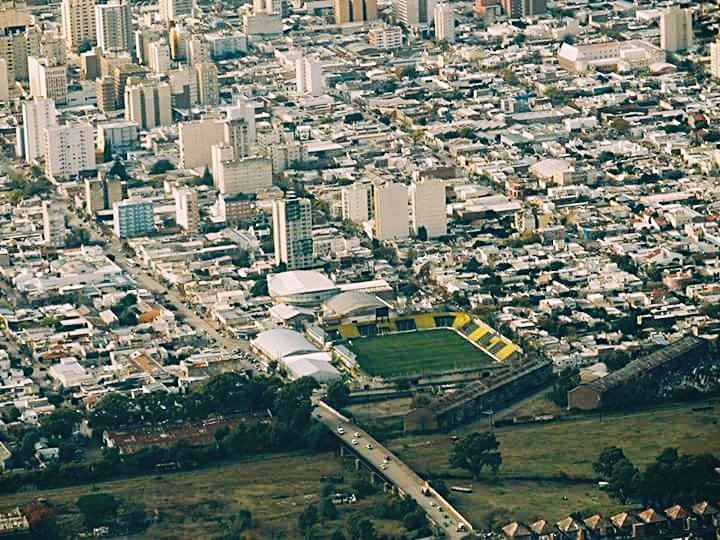
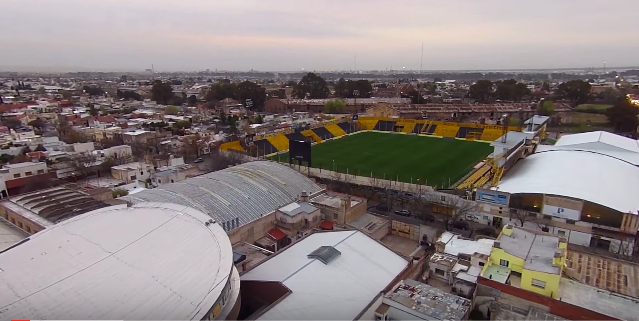
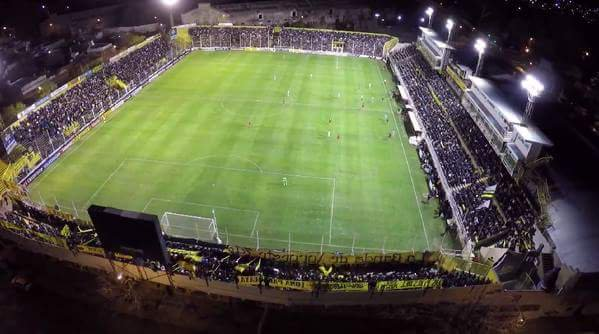
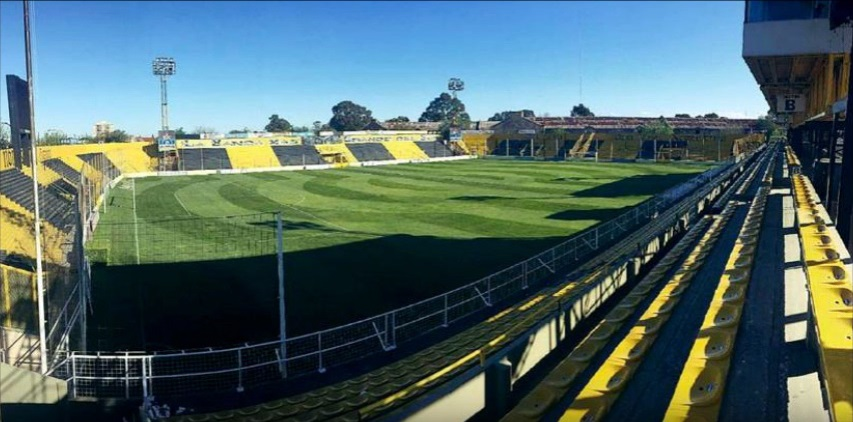
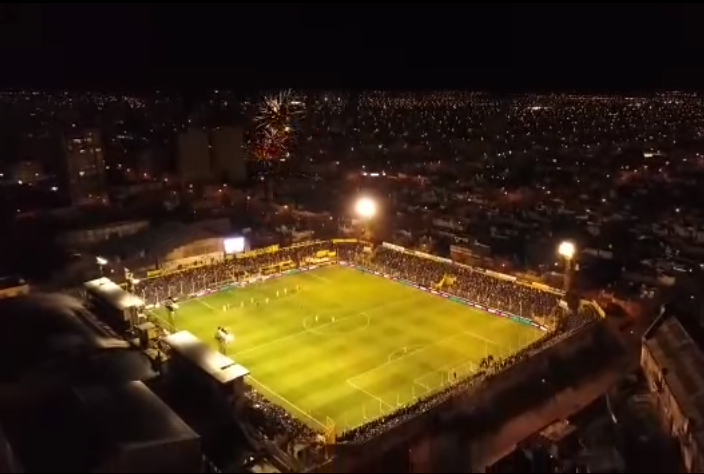
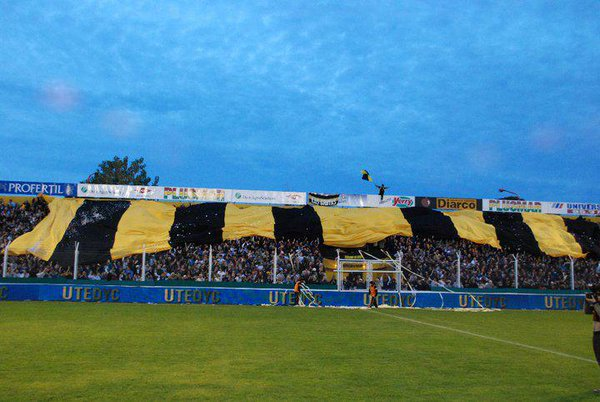
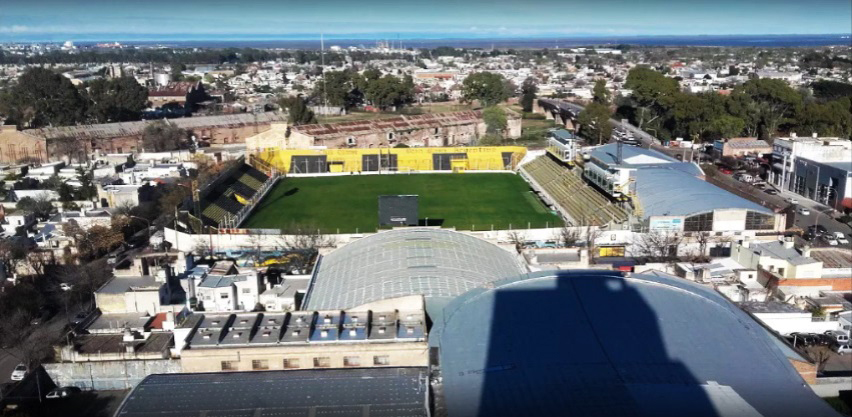
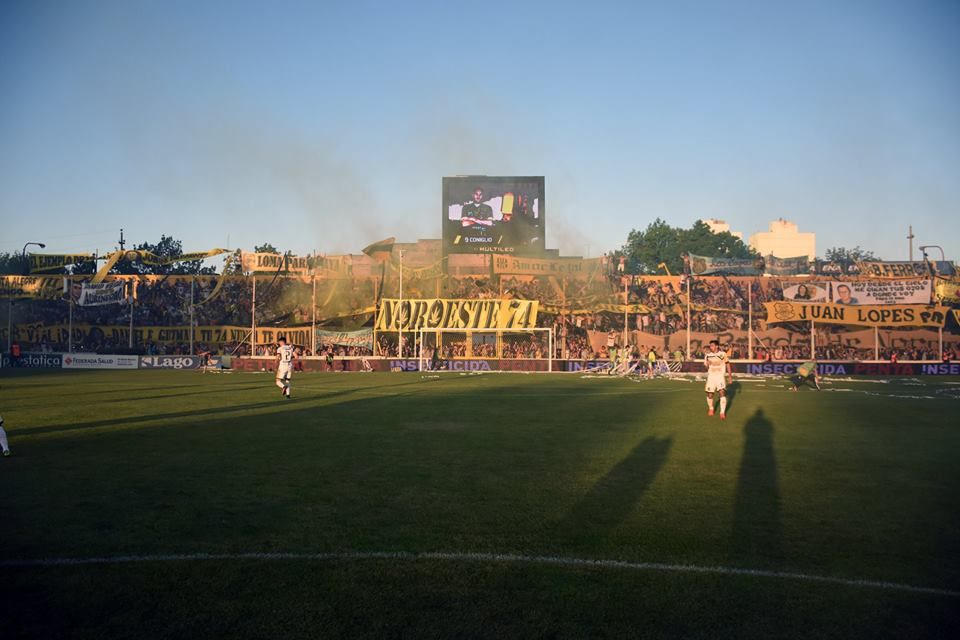
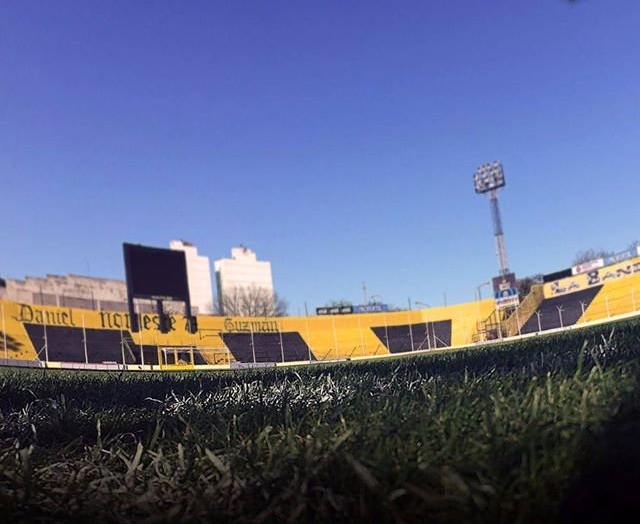
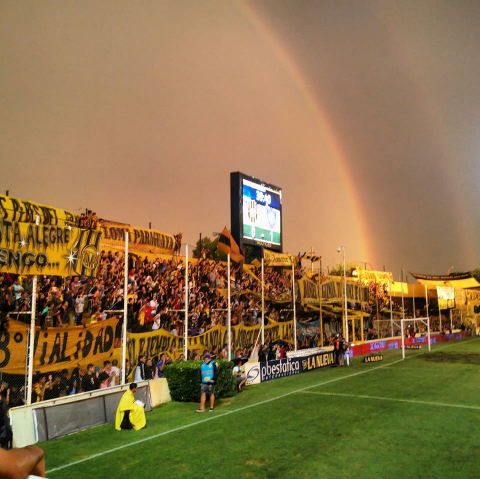
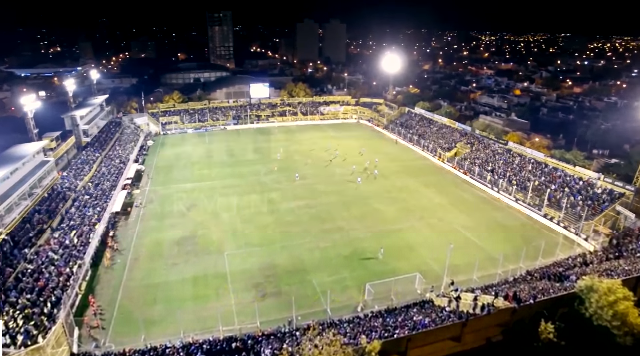
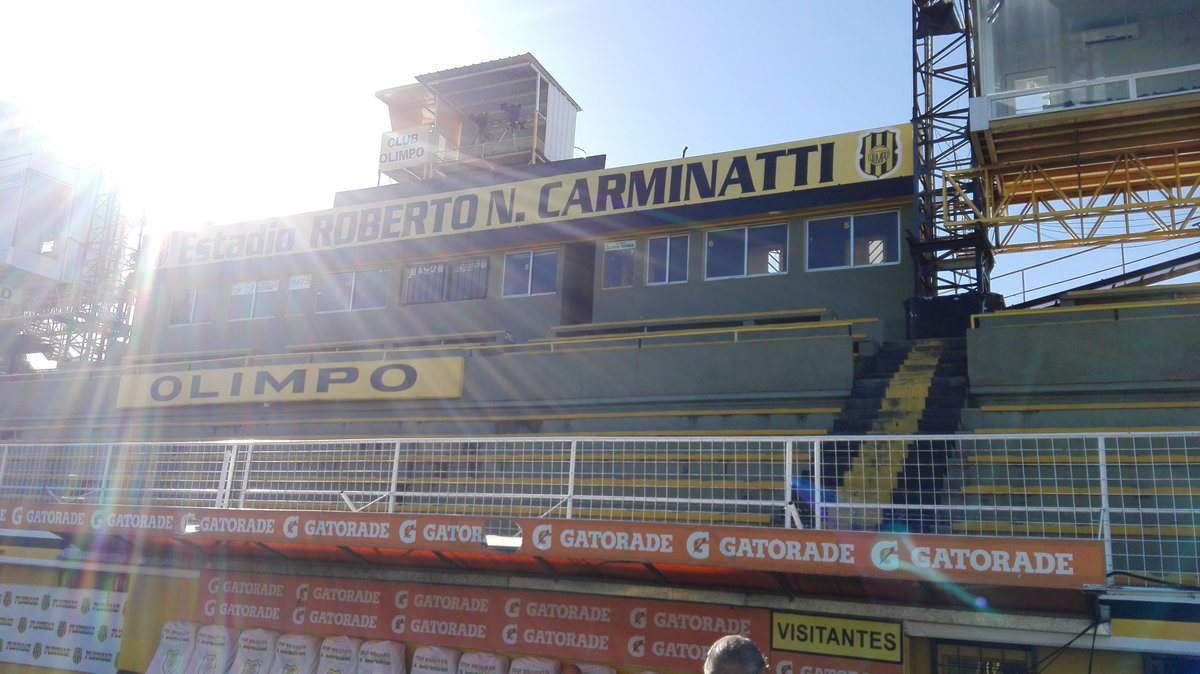
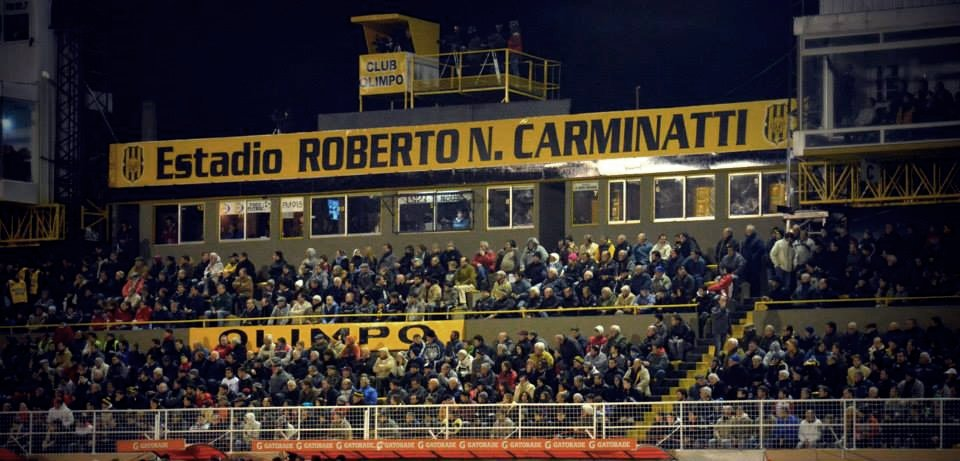
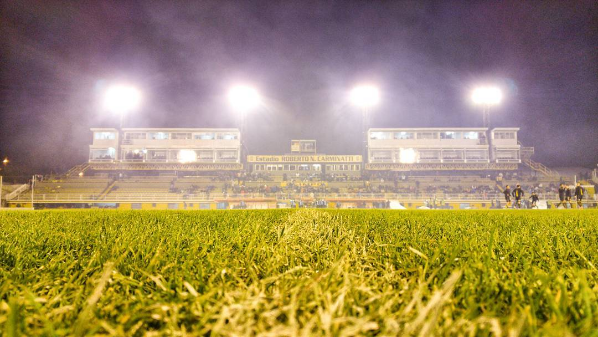
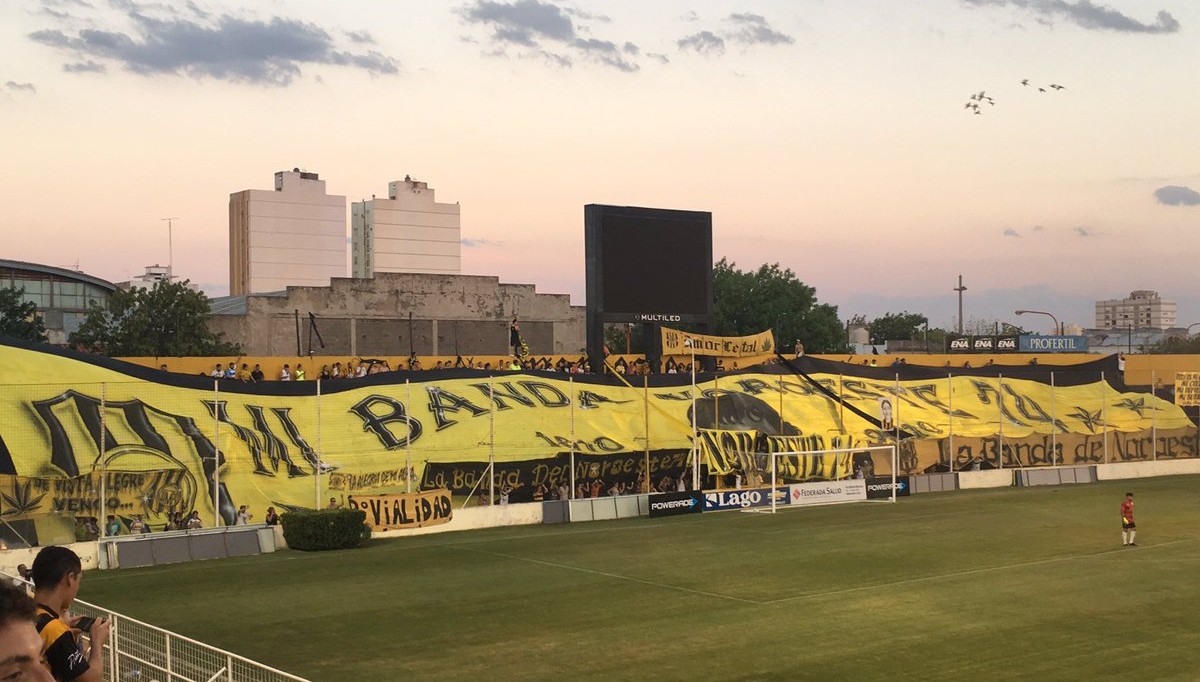